# Нова Весь (Ґолюбсько-Добжинський повіт)
Нова Весь (пол. Nowa Wieś) — село в Польщі, у гміні Цехоцин Ґолюбсько-Добжинського повіту Куявсько-Поморського воєводства.
Населення — 286 осіб (2011).
У 1975-1998 роках село належало до Торунського воєводства.

## Демографія
Демографічна структура станом на 31 березня 2011 року:
|          | Загалом | Допрацездатний вік | Працездатний вік | Постпрацездатний вік |
| -------- | ------- | ------------------ | ---------------- | -------------------- |
| Чоловіки | 143     | 24                 | 103              | 16                   |
| Жінки    | 143     | 31                 | 73               | 39                   |
| Разом    | 286     | 55                 | 176              | 55                   |